# Movimento pela Liberdade de Expressão

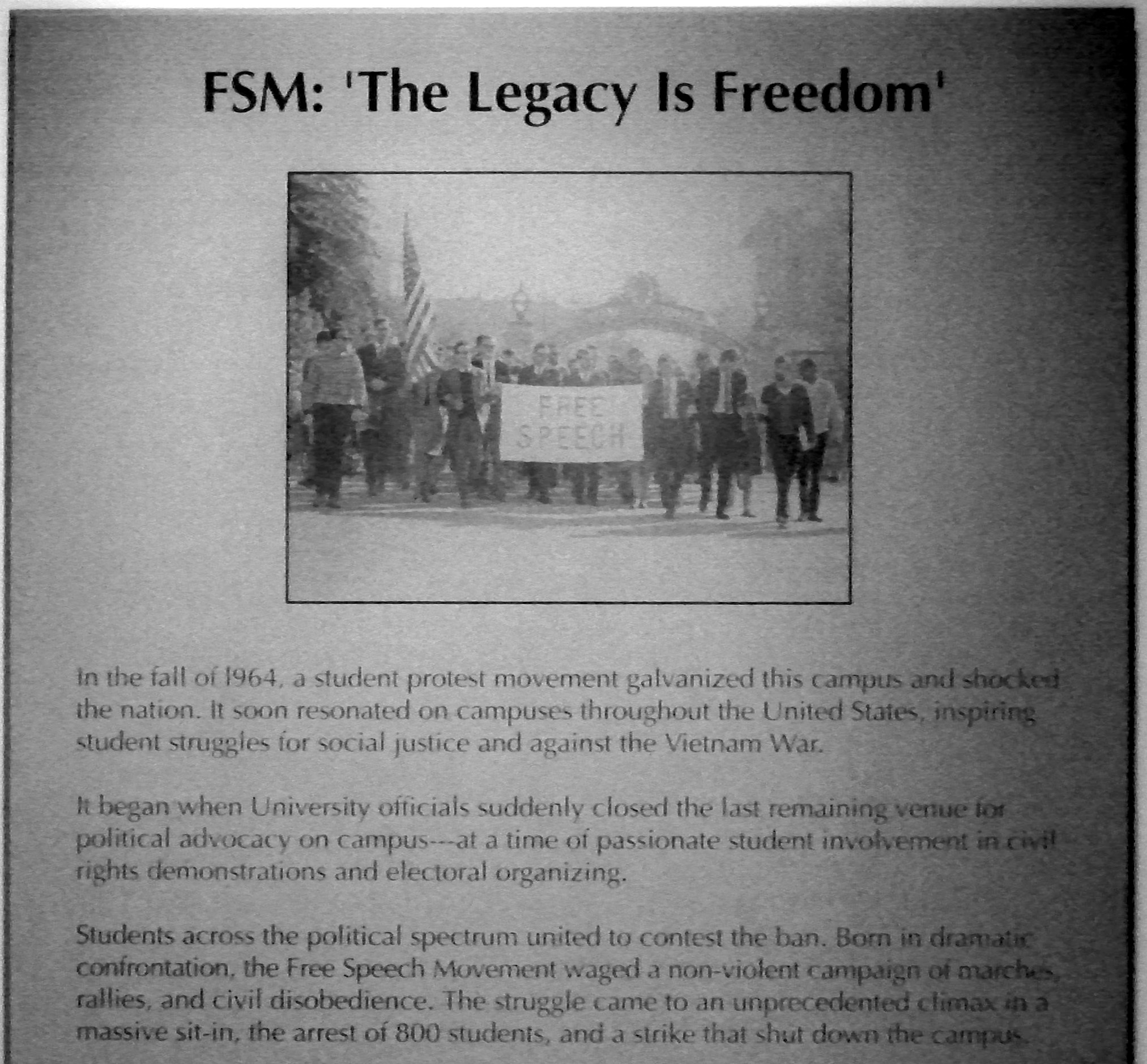
Memorial ao Movimento pela Liberdade de Expressão na Universidade da Califórnia em Berkeley

O Movimento pela Liberdade de Expressão foi um protesto estudantil massivo e duradouro que ocorreu durante o ano acadêmico de 1964-65 no campus da Universidade da Califórnia, Berkeley. O Movimento estava informalmente sob a liderança central do estudante de pós-graduação de Berkeley Mario Savio. Outros líderes estudantis incluem Jack Weinberg, Michael Rossmann, George Barton, Brian Turner, Bettina Aptheker, Steve Weissman, Michael Teal, Art Goldberg, Jackie Goldberg e outros.
Com a participação de milhares de estudantes, o Movimento pela Liberdade de Expressão foi o primeiro ato em massa de desobediência civil em um campus universitário americano na década de 1960. Os estudantes insistiram para que a administração da universidade suspendesse a proibição de atividades políticas no campus e reconhecesse o direito dos estudantes à liberdade de expressão e à liberdade acadêmica. O Movimento de Liberdade de Expressão foi influenciado pela Nova Esquerda, e também estava relacionado ao Movimento dos Direitos Civis e ao Movimento Anti-Guerra do Vietnã. Até hoje, o legado do Movimento continua a moldar o diálogo político americano tanto nos campi universitários quanto na sociedade em geral, influenciando algumas visões e valores políticos dos estudantes universitários e do público em geral.